# キョウチクトウスズメ
キョウチクトウスズメ（夾竹桃雀蛾、学名: Daphnis nerii）は、チョウ目スズメガ科の昆虫。ガの一種。
和名は、幼虫の食樹がキョウチクトウであることから。

## 形態・生態
幼虫の食樹は、キョウチクトウ（キョウチクトウ科）のほかにニチニチソウ（キョウチクトウ科）。キョウチクトウの毒耐性を持っているため、中毒することはない。

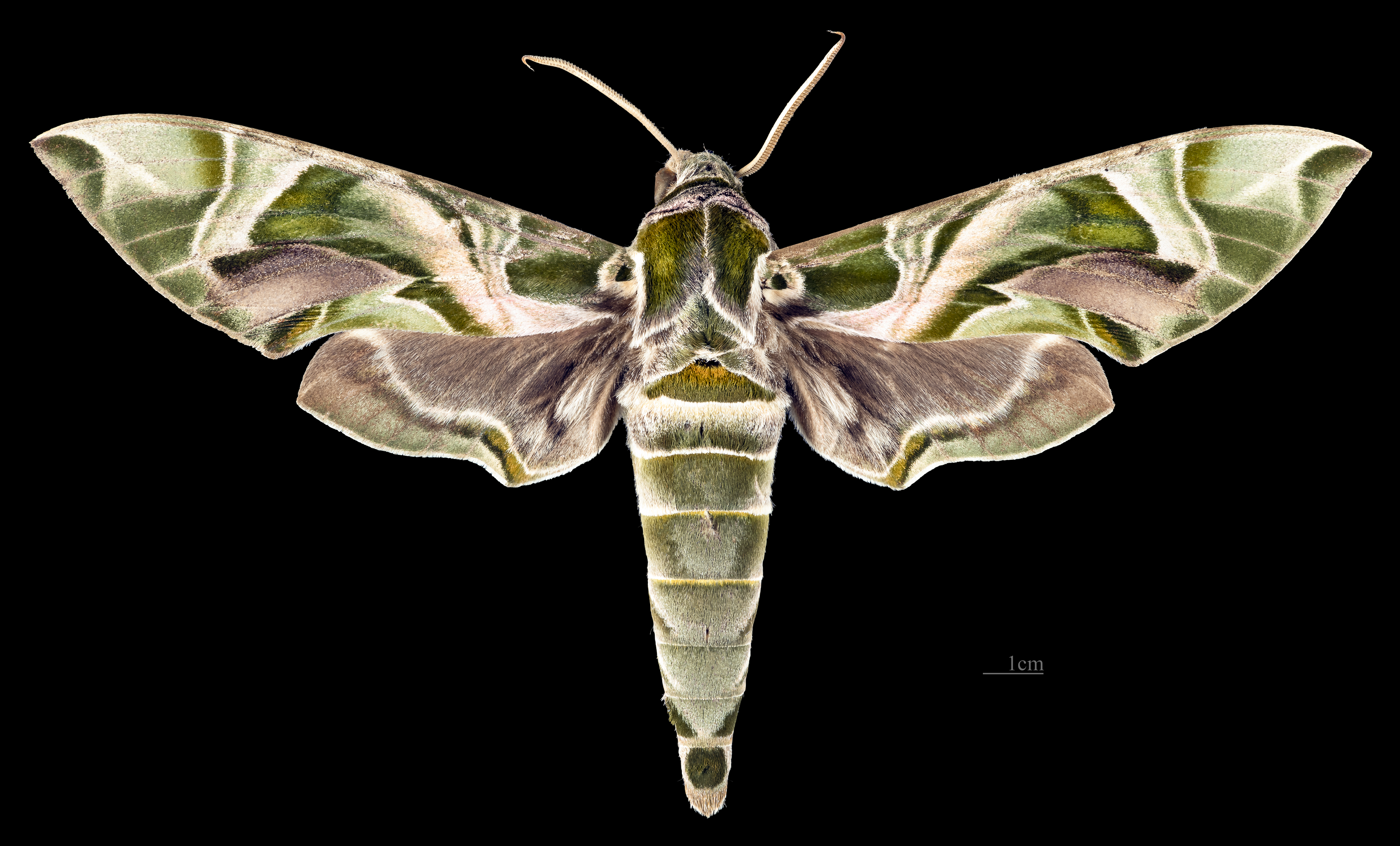
Daphnis nerii ♂
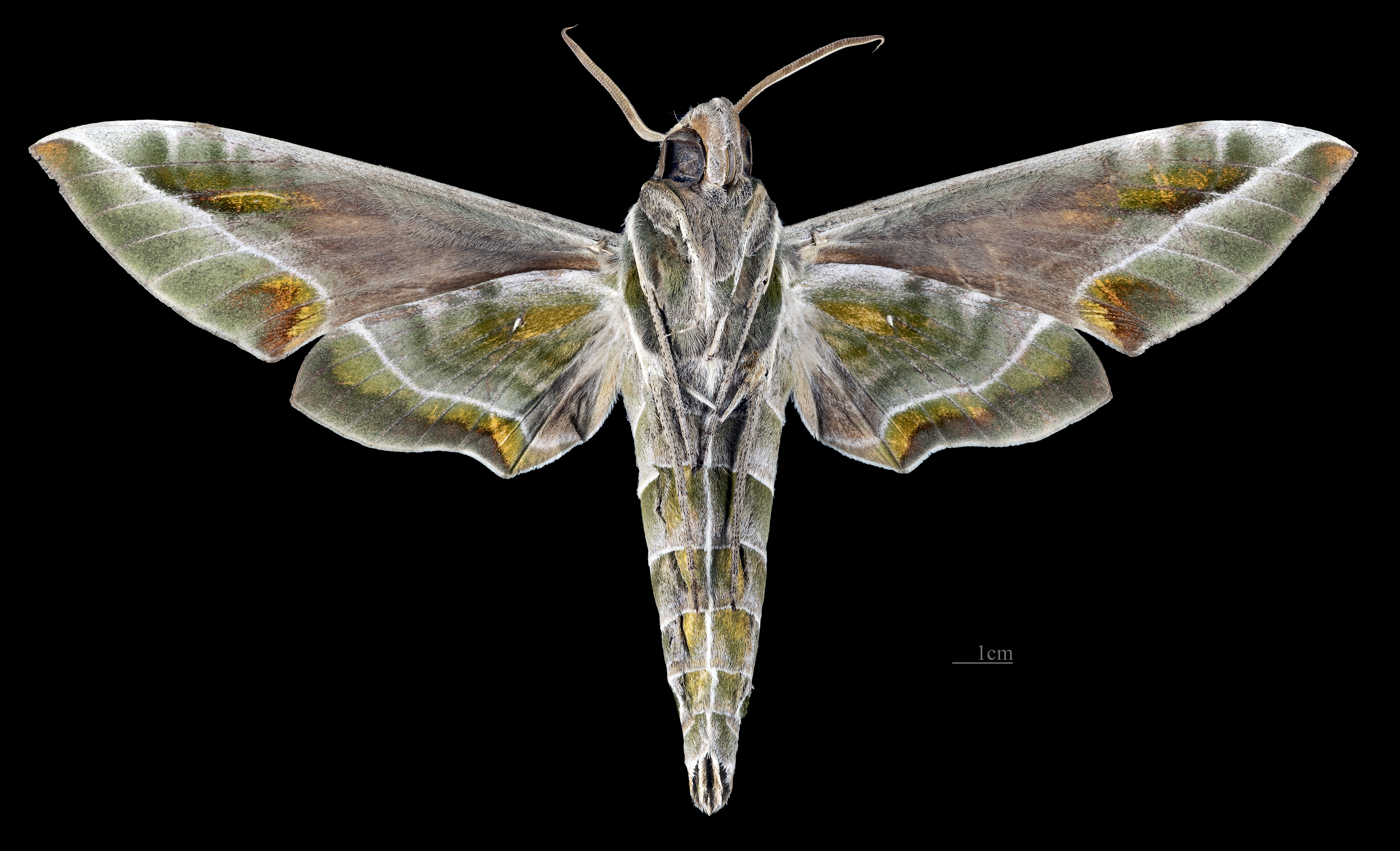
Daphnis nerii ♂  △
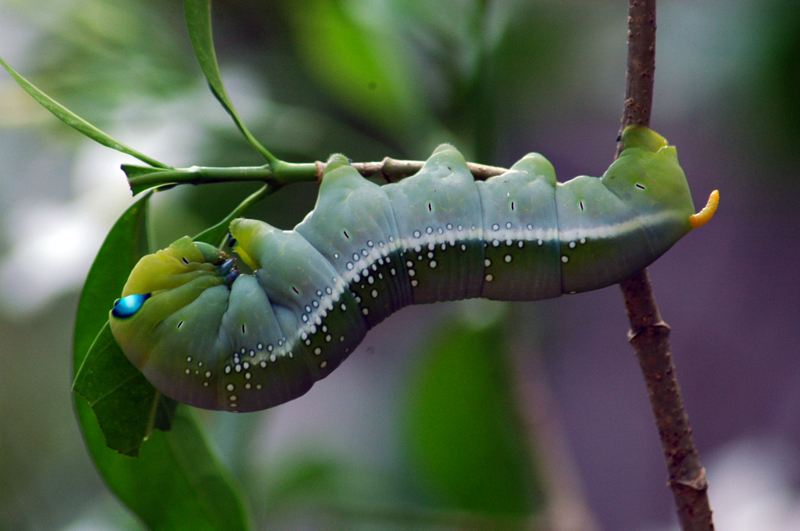
幼虫
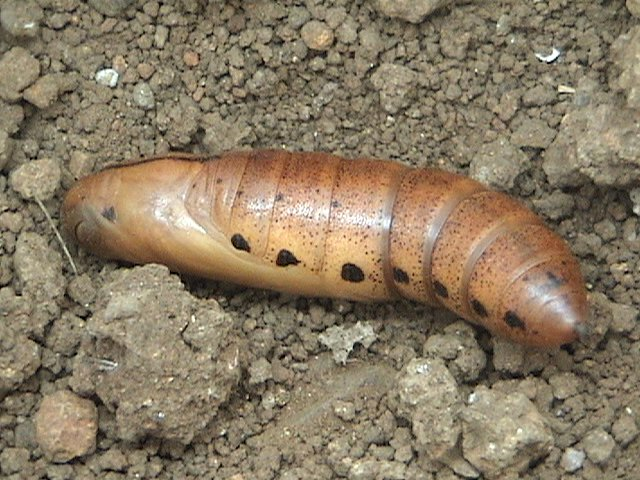
蛹

## 分布
日本（九州、奄美大島、徳之島、沖縄本島、阿嘉島、宮古島）、東南アジア、タイ王国、インド、ヨーロッパ、アフリカ。
日本では、愛媛県新居浜市などでも記録されている。